# Халид ибн Салман Аль Сауд
Ха́лид ибн Салма́н ибн Абду́л-Ази́з А́ль Сау́д (араб. خالد بن سلمان بن عبد العزيز آل سعود‎; род. 1988, Эр-Рияд, Саудовская Аравия) — министр обороны Саудовской Аравии с 27 сентября 2022 года. Заместитель министра обороны с 23 сентября 2019 года по 27 сентября 2022 года. Посол Саудовской Аравии в США с 2017 по 2019 год. Сын нынешнего короля Салмана и родной брат наследного принца Мухаммеда ибн Салмана.

## Биография

### Ранняя биография и образование
Принц Халид ибн Салман Аль Сауд родился в 1988 году, в семье будущего короля Салмана и его третьей жены Фахды бинт Фалах ибн Султан Аль Хислаян. У него 5 полнородных братьев: принц Мухаммед (род. 1985), принц Турки (род. 1987), принц Наиф (род. 1990), принц Бандар (род. 1995) и принц Ракан (род. 1997).
Его старший родной брат Мухаммед — наследный принц.
Выпускник воздушной академии короля Фейсала, получил сертификат Гарвардского университета по программе национальной безопасности, изучал электронную войну в Париже и был зачислен в Джорджтаунский университет, там учился когда был послом в США, поскольку он был занят служебными делами.

### Военная и политическая карьера
Халид ибн Салман Аль Сауд начал службу в ВВС Саудовской Аравии, сначала служил в США, учился летать на самолётах, служил на авиабазе в Дахране.

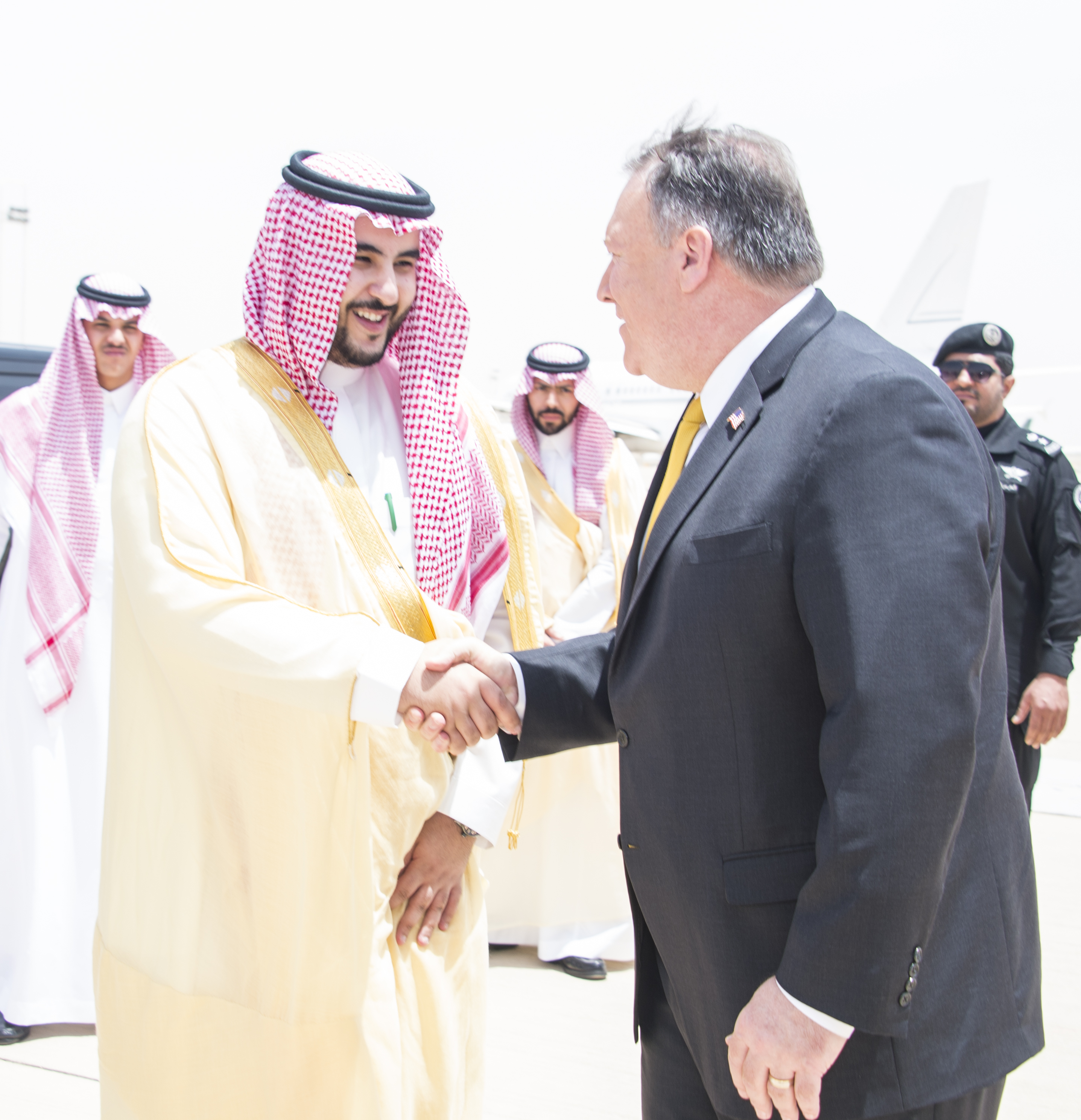
Принц Халид в 2018 году во время визита в США

Участник войны с ИГ и йеменской войны, участник операций "Буря решимости" и "Возрождение надежды". Из-за травмы спины ушёл из авиации и работал советником в посольстве в США.
В апреле 2017 стал послом Саудовской Аравии в США, в качестве посла укреплял отношения между странами. Посещал военные-воздушные базы в различных частях страны.
Вместе с братом Мухаммедом совершил тур в США и провёл встречи с политическими лидерами страны и посещали крупные города страны. Присутствовал на встрече с Дональдом Трампом.
Во время тура встретился с экс-президентами США Джорджем Бушем-старшим и Биллом Клинтоном, экс-госсекретарём Джоном Керри и экс-министром обороны Леоном Паннетой и послом Совета Безопасности ООН Никки Хейли.
С 23 февраля 2019 по 27 сентября 2022 года был заместителем министра обороны при наследном принце Мухаммеде, который был министром обороны. 27 сентября 2022 года стал министром обороны, а его брат Мухаммед стал новым премьер-министром страны.

## Награды
- Орден Пакистана 1 класса (2024)[11]
- Орден Пакистана 2 класса (2023)[12]